# 牛島省三

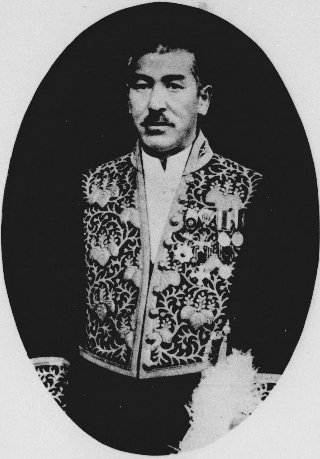
牛島省三

牛島 省三（うしじま しょうぞう、せいぞう、1883年（明治16年）3月 - 1940年（昭和15年）10月14日）は、日本の内務・警察・朝鮮総督府官僚、実業家。官選茨城県知事。
陸軍大将の牛島満は弟。

## 経歴
鹿児島県鹿屋市出身。薩摩藩士牛島実満の二男。父は明治維新後、東京に住し、陸軍中尉として近衛連隊に勤務していたが、弟の満が生まれる半年前に死去。5歳の時に母に連れられて鹿児島に転居。
第七高等学校造士館を卒業後、1910年に東京帝国大学法科大学法律学科（独法）を卒業。1911年11月、文官高等試験行政科試験に合格。内務省に入省し兵庫県試補となる。
以後、兵庫県警視、同県美嚢郡長、鳥取県理事官、山口県警察部長、熊本県警察部長、兵庫県警察部長、石川県書記官・内務部長、長野県書記官・内務部長、大阪府書記官・内務部長、警視庁警務部長などを歴任。
1929年7月、茨城県知事に就任。政府の財政緊縮方針に沿った予算編成を行う。県立学校の経費削減を行うと共に社会教育・補習教育の充実を図り、また、トラホーム予防にも取り組んだ。1931年6月、朝鮮総督府学務局長に転任。同年9月、同内務局長に異動し1936年5月まで在任。同年に退官した。
その後、京春鉄道社長、朝鮮重工業社長を務めた。

## 伝記
- 牛島省三君追想録編集員編『牛島省三君追想録』牛島省三君追想録編集員、1941年。